# Sundacarpus
Sundacarpus é um género de conífera pertencente à família Podocarpaceae.